# Plunkett i Macleane
Plunkett i Macleane – brytyjski film przygodowy z 1999 roku luźno oparty na prawdziwej historii XVIII-wiecznych rozbójników: Jamesa Macleane’a i Willa Plunketta.

## Główne role
- Jonny Lee Miller – kapitan James Macleane
- Robert Carlyle – Will Plunkett
- Liv Tyler – lady Rebecca Gibson
- Ken Stott – Chance
- Alan Cumming – lord Rochester
- Michael Gambon – lord Gibson
- Tommy Flanagan – Eddie
- David Walliams – Viscount Bilston
- Matt Lucas – sir Oswald